# Salih Sadir
Salih Sadir Salih Al-Sadoun (em árabe: صالح سدير صالح السعدون; An-Najaf, 21 de agosto de 1981) é um futebolista profissional iraquiano, que atua como meia-avançado. Atualmente compete para a equipe Zakho FC.

## Carreira
Sadir integrou o elenco da Seleção Iraquiana de Futebol, nas Olimpíadas de 2004. 